# Chase Koepka
Chase Koepka, född 30 januari 1994 i West Palm Beach i Florida, är en amerikansk professionell golfspelare som spelar för Liv Golf. Han har tidigare spelat bland annat på PGA European Tour, Challenge Tour och Korn Ferry Tour.
Koepkas bästa resultat i Liv Golf Invitational Series 2022 har varit en nionde plats vid Liv Golf Invitational Chicago och där han erhöll 576 250 amerikanska dollar i prispengar. Han var också en del av Crushers GC, tillsammans med brodern Brooks Koepka, Jason Kokrak och Peter Uihlein, och som slutade som tvåa i lagtävlingen. De fick ytterligare 375 000 dollar vardera i prispengar för den bedriften.
Han studerade vid University of South Florida och spelade samtidigt golf för deras idrottsförening South Florida Bulls.